# 五列木属
五列木属（学名：Pentaphylax）为五列木科的一个属。
属名Pentaphylax源于希腊语pente（五列）和phylax（卫士）的合成词，指花朵各部均为5出数。

## 物种
本属包括以下物种：
- 五列木 Pentaphylax euryoides Gardner & Champ.[1]